# Независимые одинаково распределённые случайные величины
В теории вероятностей и статистике, о наборе случайных величин говорят, что они являются независимыми (и) одинаково распределёнными, если каждая из них имеет такое же распределение, что и другие, и все величины являются независимыми в совокупности. Фраза «независимые одинаково распределённые» часто сокращается аббревиатурой i.i.d. (от англ. independent and identically-distributed), иногда — «н.о.р».

## Применения
Предположение о том, что случайные величины являются независимыми и одинаково распределёнными широко используется в теории вероятностей и статистике, так как позволяет сильно упростить теоретические выкладки и доказывать интересные результаты.
Одна из ключевых теорем теории вероятностей — центральная предельная теорема — утверждает, что если {\displaystyle x_{1},x_{2},\ldots ,x_{n}} — последовательность независимых одинаково распределённых случайных величин с конечной дисперсией, то, при стремлении {\displaystyle n} к бесконечности, распределение их среднего — случайной величины {\displaystyle {\bar {x}}=(x_{1}+\ldots +x_{n})/n} сходится к нормальному распределению.
В статистике обычно предполагается, что статистическая выборка является последовательностью i.i.d. реализаций некоторой случайной величины (такая выборка называется простой).